# Réhahn
Réhahn Croquevielle (Bayeux, Normandía, 4 de mayo de 1979) es un fotógrafo y coleccionista francés radicado en Hội An, Vietnam. Su trabajo se centra en la documentación visual del patrimonio cultural y de las tradiciones de comunidades étnicas, especialmente en Vietnam, con proyectos realizados también en Cuba, Malasia e India.
En 2010, inició el proyecto Museo de la Galería de Arte Precious Heritage con el propósito de documentar las 54 etnias oficialmente reconocidas en Vietnam, mediante retratos y elementos representativos de su cultura, como vestimenta tradicional y objetos artesanales. El proyecto busca explorar las transformaciones sociales y culturales derivadas de la globalización y el desarrollo económico.
El 1 de enero de 2017, Réhahn inauguró el Museo de la Galería de Arte Precious Heritage, un espacio gratuito abierto al público, donde se exponen retratos, trajes tradicionales y objetos entregados por representantes de distintas comunidades. El museo alberga una colección representativa de los 54 grupos étnicos reconocidos oficialmente en Vietnam.
Réhahn concluyó la primera fase de documentación de estas comunidades en septiembre de 2020, aunque continúa sus investigaciones para registrar la diversidad de subgrupos étnicos presentes en el país.

## Carrera profesional
En 2007, Réhahn visitó por primera vez Vietnam en el marco de una misión humanitaria organizada por la asociación francesa Les Enfants du Viêtnam. Durante sus viajes por el país, inició un trabajo fotográfico centrado en la vida cotidiana y las culturas locales, acumulando un amplio archivo de imágenes.
En 2011, tras varios recorridos por la región, se estableció en la ciudad de Hội An, reconocida como Patrimonio de la Humanidad por la UNESCO. Allí tomó el retrato de Madame Xong, una barquera local, que posteriormente se convertiría en una de sus imágenes más representativas. Esta fotografía fue elegida como portada de su primer libro, Vietnam, Mosaic of Contrasts (2014), publicado en 29 países y compuesto por 150 fotografías que documentan la diversidad cultural del país.
El 15 de junio de 2016, Réhahn participó en el programa de televisión francés Échappées belles, emitido por el canal France 5, en un episodio dedicado a Vietnam.
En los años siguientes, publicó dos secuelas de su libro inicial: Vietnam, Mosaic of Contrasts, Volume II (2015) y Vietnam, Mosaic of Contrasts, Volume III (2020). Asimismo, editó otros títulos como The Collection: 10 Years of Photography (2018) y 100 Iconic Portraits (2019), en los que amplió su enfoque a otras regiones como Cuba, Malasia, Sudamérica y Asia meridional.

## Fotografías notables
- Best Friends:[5] Tomada en 2014, muestra a Kim Luan, una niña Mnong de seis años junto a un elefante. La imagen fue distribuida por la agencia de prensa Caters y publicada en diversos medios internacionales, incluyendo Conde Nast Traveler, The Times y National Geographic.

- Hidden Smile:[6] Este retrato de Madame Xong forma parte de la colección permanente del Museo de las Mujeres Vietnamitas en Hanói. En 2015, tanto esta imagen como Best Friends fueron incorporadas a la colección del Museo Casa de Asia en La Habana, Cuba, tras la exposición Valiosa Herencia (Precious Heritage).[7]

- An Phuoc:[8] Esta imagen ha sido reproducida por varios medios vietnamitas e internacionales, incluyendo National Geographic, BBC, Business Insider y Independent UK, así como en revistas como Globe-Trotters y GEO (Francia).

## Distinciones

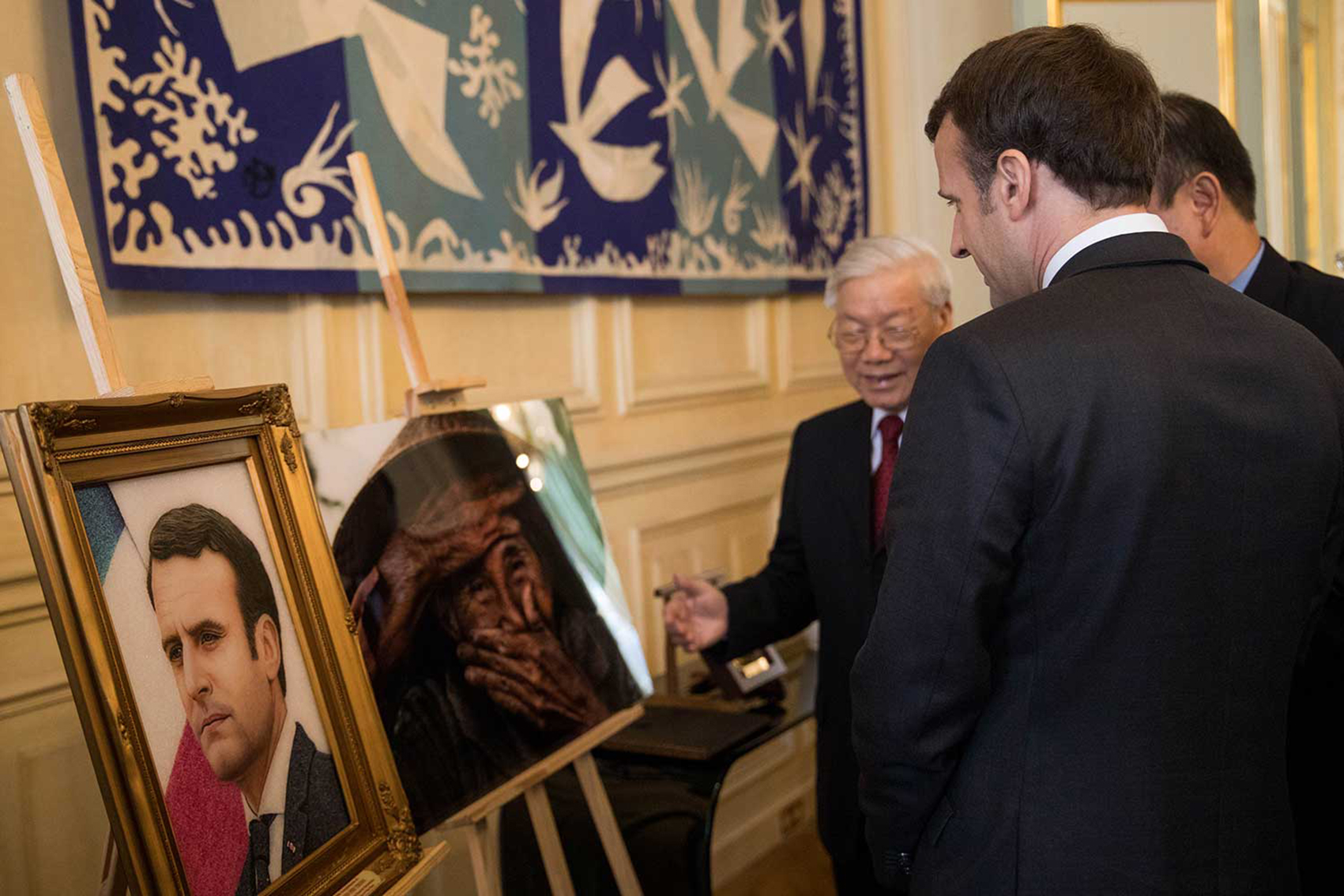
El presidente Macron recibe el retrato Hidden Smile de manos del secretario del Partido Comunista de Vietnam, marzo de 2018

En diciembre de 2014, Réhahn fue incluido en el cuarto lugar del listado Top 10 Most Famous Portrait Photographers in the World publicado por el sitio boredpanda.com.
En enero de 2016, fue reconocido como el segundo fotógrafo francés más popular en Internet según un ranking publicado por el sitio francés lense.fr.
En marzo de 2018, durante una ceremonia oficial con motivo del 45.º aniversario de relaciones diplomáticas entre Francia y Vietnam, el secretario general del Partido Comunista de Vietnam, Nguyễn Phú Trọng, quien posteriormente asumió la presidencia del país, entregó al presidente francés Emmanuel Macron una copia de edición limitada del retrato Hidden Smile.
Ese mismo mes, Réhahn recibió el premio Trophée des Français de l'Étranger 2018 otorgado por el portal informativo francés lepetitjournal.com.

## El proyectoPrecious Heritage
En 2010, durante un viaje al norte de Vietnam para documentar a los grupos étnicos del país, Réhahn inició un trabajo de investigación visual sobre su diversidad cultural. Durante este proceso, observó que elementos tradicionales como los trajes, dialectos, rituales y conocimientos ancestrales estaban disminuyendo progresivamente en algunas comunidades.
A partir de entonces, comenzó a recopilar trajes tradicionales entregados por miembros de distintas comunidades, con el objetivo de preservar elementos representativos de su identidad cultural.
El 1 de enero de 2017, inauguró el Museo Precious Heritage en Hội An, un espacio cultural de 500 m² destinado a presentar retratos y objetos culturales de los 54 grupos étnicos oficialmente reconocidos en Vietnam. La colección incluye más de 200 retratos y más de 65 trajes auténticos. Cada exposición se acompaña de textos explicativos disponibles en inglés, francés y vietnamita.
En 2020, Réhahn concluyó la primera fase del proyecto, habiendo documentado a los 54 grupos étnicos oficialmente reconocidos por el gobierno vietnamita.

## Fotografía impresionista
En 2022, Réhahn comenzó a desarrollar un enfoque visual denominado "fotografía impresionista", que propone una aproximación estética que difumina las fronteras entre la fotografía y la pintura. Inspirado por el Impresionismo y el Postimpresionismo, este estilo se centra en la luz, los momentos fugaces y la interpretación emocional de la escena.
En 2023, la ciudad de Honfleur organizó una exposición al aire libre con cerca de cuarenta fotografías del autor, instalada en el "Jardin des Personnalités", un espacio simbólicamente vinculado a la historia del impresionismo. El evento, celebrado con motivo del 50.º aniversario de las relaciones diplomáticas entre Francia y Vietnam, fue inaugurado en presencia del embajador de Vietnam en Francia, Dinh Toan Thang, y del alcalde Michel Lamarre. La exposición permaneció abierta hasta el 31 de diciembre de 2023.
La obra fotográfica de Réhahn incorpora elementos asociados a la estética impresionista, como la manipulación de la luz, el desenfoque natural y la composición dinámica. En un artículo publicado en la revista Lenscratch, el fotógrafo citó influencias de artistas como Claude Monet, Edgar Degas, Paul Cézanne y Vincent van Gogh, y señaló su interés por aplicar técnicas inspiradas en el Japonismo a la creación fotográfica.
En 2024, publicó el libro Impressionism: From Photography to Painting, en el que analiza los fundamentos del impresionismo desde una perspectiva fotográfica. La obra establece un diálogo entre pinturas clásicas y fotografías contemporáneas realizadas entre 2011 y 2022, con énfasis en temas como el retrato, el paisaje y el trabajo al aire libre.
En mayo de 2025, la Royal Photographic Society dedicó un artículo a esta línea de trabajo en su revista RPS Journal, con el título *What would Van Gogh have made of Vietnam?*. El texto explora cómo, influido por la lectura de las cartas de Van Gogh durante la pandemia, Réhahn experimentó con técnicas como reflejos en el agua y escenas a través del humo de quemas agrícolas, produciendo efectos visuales comparables a las pinceladas del impresionismo pictórico, sin recurrir a retoques digitales.

## Publicaciones
Réhahn ha publicado varios libros de fotografía, la mayoría de ellos en ediciones bilingües (francés e inglés) y centrados en el retrato, el paisaje y la diversidad cultural de Vietnam:
- Réhahn (enero de 2014). Vietnam, Mosaic of Contrasts Volume I. ISBN 978-604-936-436-5
- Réhahn (noviembre de 2015). Vietnam, Mosaic of Contrasts Volume II. ISBN 978-604-86-9307-7
- Réhahn (diciembre de 2018). The Collection: 10 Years of Photography
- Réhahn (noviembre de 2019). 100 Iconic Portraits. ISBN 978-604-951-621-4
- Réhahn (febrero de 2020). Vietnam, Mosaic of Contrasts Volume III. ISBN 978-604-86-4292-1
- Réhahn (octubre de 2024). Impressionism: From Photography to Painting

## Colección de manuscritos

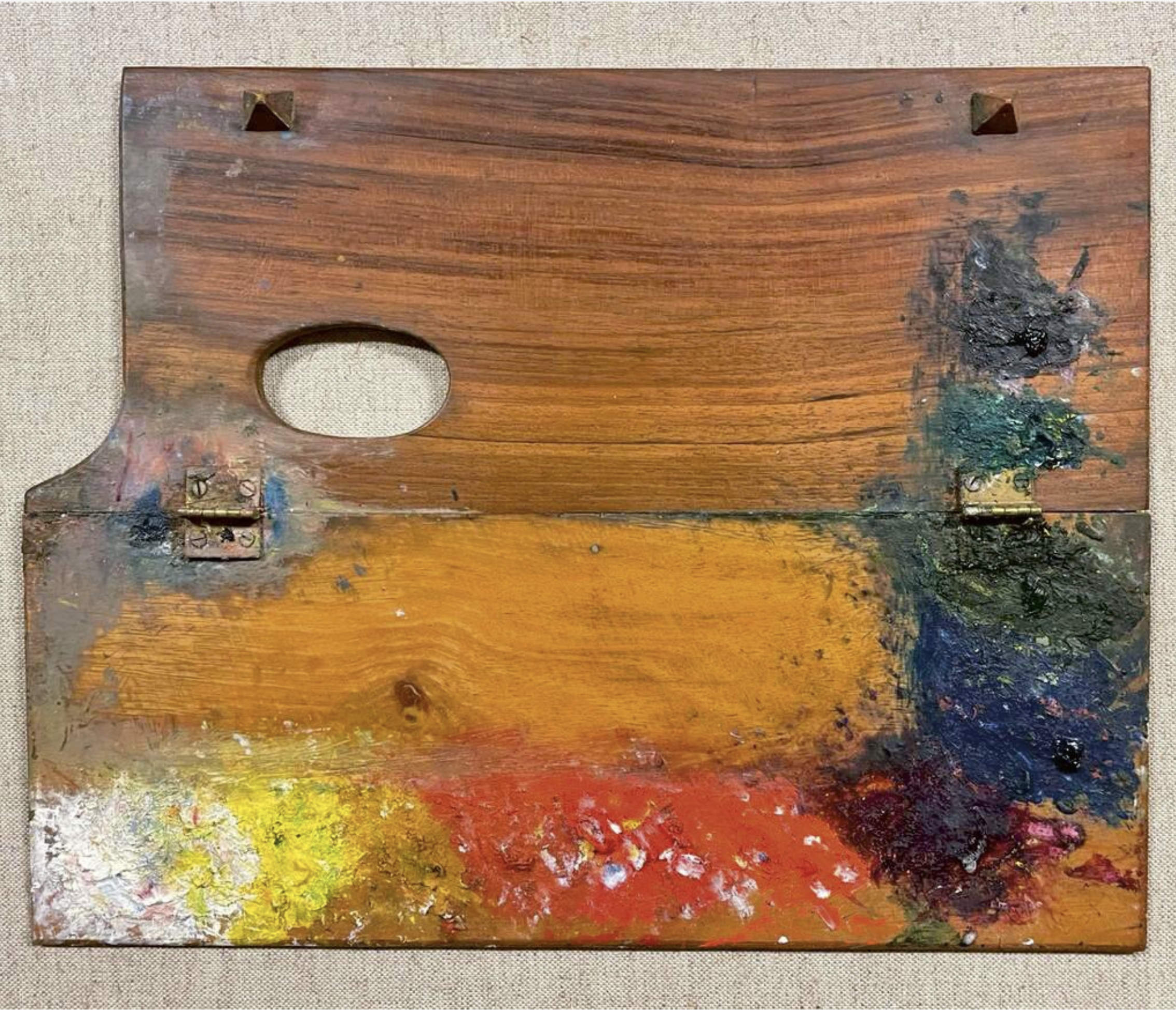
Paleta plegable atribuida a Caillebotte – Colección privada de Réhahn

Además de su actividad fotográfica, Réhahn es coleccionista de manuscritos y ediciones antiguas relacionadas con el escritor Alfred de Musset. Inició esta colección a los 17 años con la adquisición de una primera edición del autor romántico. Según el Centro de Estudios e Investigación Editar/Interpretar (CÉRÉdI) de la Universidad de Ruan, su fondo incluye más de cien manuscritos autógrafos, ediciones raras, cartas inéditas y documentos vinculados a la vida y obra de Musset.
Colabora con el profesor Sylvain Ledda, especialista en Musset, en la preparación de la obra Musset, la collection Réhahn, prevista para su publicación por la editorial Hermann. También participa en las actividades científicas del CÉRÉdI, en el marco del proyecto «Site Musset», y en iniciativas de valorización del patrimonio literario de Normandía.
De acuerdo con la revista Beaux Arts Magazine, la colección también incluye piezas notables como una paleta de pintura atribuida a Gustave Caillebotte, expuesta en Nueva York en los años 1980, y el acta manuscrita del duelo entre Édouard Manet y el crítico Edmond Duranty, redactada por Émile Zola en calidad de testigo.

## ProyectoGiving Backy compromiso humanitario
El proyecto Giving Back es una iniciativa mediante la cual el fotógrafo busca asumir una responsabilidad social, retribuyendo a las personas y comunidades que inspiraron sus fotografías. La iniciativa consiste en redistribuir parte de los ingresos generados por la venta de sus obras para financiar acciones sociales y educativas, especialmente dirigidas a minorías étnicas representadas en su trabajo. También apoya necesidades individuales (médicas, educativas o alimentarias) y busca mejorar las condiciones de vida a largo plazo en diversas comunidades de Vietnam.
El proyecto comenzó con Madame Xong. Después de que su retrato apareciera en la portada del primer libro del autor, Vietnam, Mosaic of Contrasts, Volume I, Réhahn le ofreció una nueva barca para continuar su labor como guía turística en Hội An.
En septiembre de 2018, la BBC publicó un artículo titulado The Photos that Change Lives, acompañado por un retrato de An Phuoc. El texto presentaba el proyecto Giving Back junto a otras iniciativas desarrolladas por fotógrafos como Ami Vitale y Kenro Izu.
El proyecto fue también reconocido por Christina Noble, fundadora de la organización Christina Noble Children’s Foundation (CNCF), quien expresó públicamente su apoyo a la iniciativa y destacó el compromiso del artista al regresar a las comunidades que fotografió para brindar asistencia concreta. Asimismo, mencionó su colaboración con la fundación CNCF en Vietnam, especialmente en apoyo a niños en situación de vulnerabilidad.
En 2007, Réhahn visitó Vietnam por primera vez durante una misión humanitaria con la asociación francesa Les Enfants du Vietnam. Allí conoció a Ti, una joven de Hội An a quien decidió apadrinar, junto con su hermana Ni. Estos encuentros marcaron el inicio de un compromiso duradero con las comunidades locales.

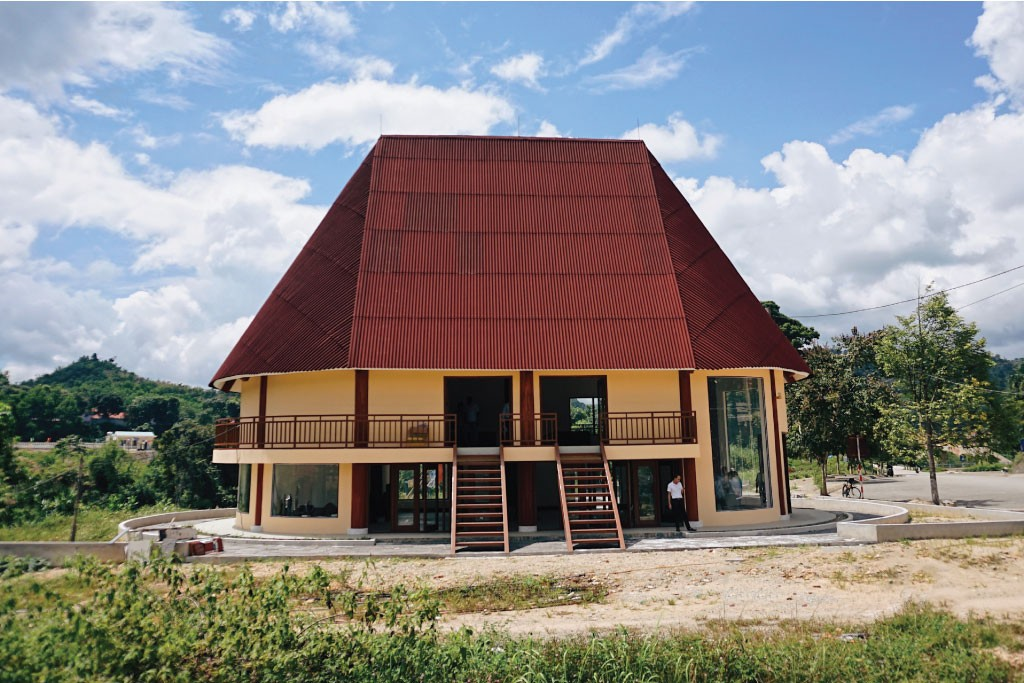
El Museo Co Tu

Entre sus contribuciones concretas se encuentran la creación de infraestructuras educativas en distintas provincias del país:
- Nghĩa Lộ (Yên Bái): alojamiento para 24 alumnas hmong.
- Sa Loong (Kon Tum): centro de acogida para 20 escolares Sédang, Muong y Dë Trieng.
- K'Nai (Lâm Đồng): guardería y comedor para 150 niños Chu Ru y K’Ho.
- Đăk Tô (Kon Tum): hogar para 40 adolescentes Sédang y Rơ Măm.
- Thanh An (Gia Lai): centro en desarrollo para 70 niños Jarai y Bahnar.

En 2017, inauguró el Museo de la Galería de Arte Precious Heritage en Hội An. De acceso gratuito y financiado con recursos propios, el museo está dedicado a la preservación de la cultura de los 54 grupos étnicos reconocidos oficialmente en Vietnam, a través de retratos, trajes tradicionales y testimonios recopilados en el terreno.
En 2019, abrió el Museo Co Tu en el distrito rural de Tây Giang. Se trata del primer museo en Vietnam dedicado exclusivamente a una sola etnia. Construido con la arquitectura tradicional de una guol (casa comunal típica del pueblo Co Tu), el espacio funciona como centro cultural y lugar de transmisión del patrimonio material e inmaterial. Abierto al público, fue concebido para y con la comunidad Co Tu.

## Portales
- Portal:Arte. Contenido relacionado con Biografías.
- Portal:Francia. Contenido relacionado con Francia.
- Portal:Biografías. Contenido relacionado con Biografías.

- Datos: Q20736563